# Glycyrrhiza foetida
Glycyrrhiza foetida es una especie de planta floral del género Glycyrrhiza, familia Fabaceae, orden Fabales.

## Distribución
Se distribuye por Argelia, Marruecos, España y Túnez.

## Taxonomía
Fue descrita por Desf. y publicada en Flora Atlantica 2: 170 (1799).